# Карлос Сублетте
Карлос Сублетте (ісп. Carlos Soublette; 15 грудня 1789 — 11 лютого 1870) — президент Венесуели у 1837—1839 та 1843—1847 роках, герой війни за незалежність Венесуели.

## Біографія
Карлос Валентін Хосе де ла Соледад Антоніо дель Сакраменто Сублетте народився в Ла-Гуайрі 15 грудня 1789 року. Був сином Антоніо Сублетте-і-Піара, який народився на Тенерифе, й Тереси Херес де Арістегуети. 18 травня 1810 року вступив до лав армії, почавши службу в Каракасі. Невдовзі отримав звання лейтенанта, служив під командою Франсіско де Міранди під час кампанії щодо придушення повстання у Валенсії, після чого отримав звання капітана.
12 лютого 1812 року одружився з Олальєю Бурос. Того ж року, у званні підполковника, Сублетте командував ескадроном республіканської армії проти сил роялістів, які очолював Хуан Домінго де Монтеверде. Після падіння Першої республіки його було звільнено з лав збройних сил та ув'язнено в замку Сан-Феліпе в Пуерто-Кабельйо. Вийшовши на волю наступного року, він вступив на службу до Визвольної армії. Під командуванням Хосе Фелікса Рібаса він брав участь у битвах при Вігірімі та Ла-Вікторії 1814 року. Був членом еміграційної Республіканської армії, яка діяла на сході Венесуели (липень 1814). 17 серпня брав участь у битві при Арагуа-де-Барселона. Після падіння Другої республіки Сублетте виїхав до Нової Гренади (Колумбія) разом із Симоном Боліваром, де брав участь у бойових діях у Санте-Фе-де-Боготі (грудень 1814), Маґдалені й Картахені (1815).

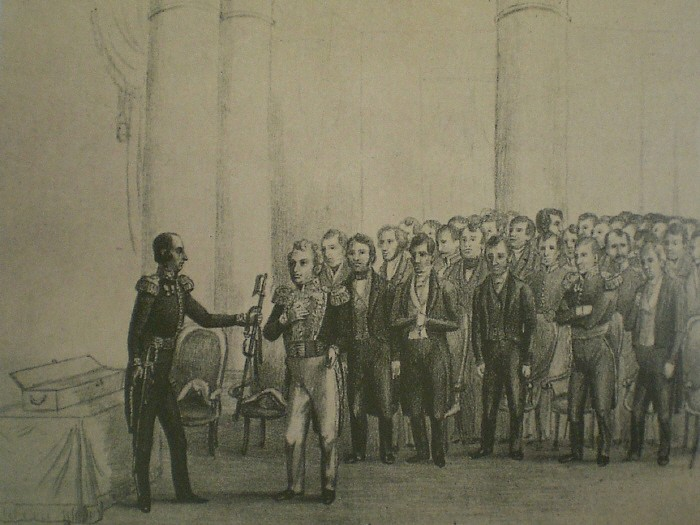
Хосе Антоніо Паес отримує від Карлоса Сублетте Меч честі. 19 березня 1843

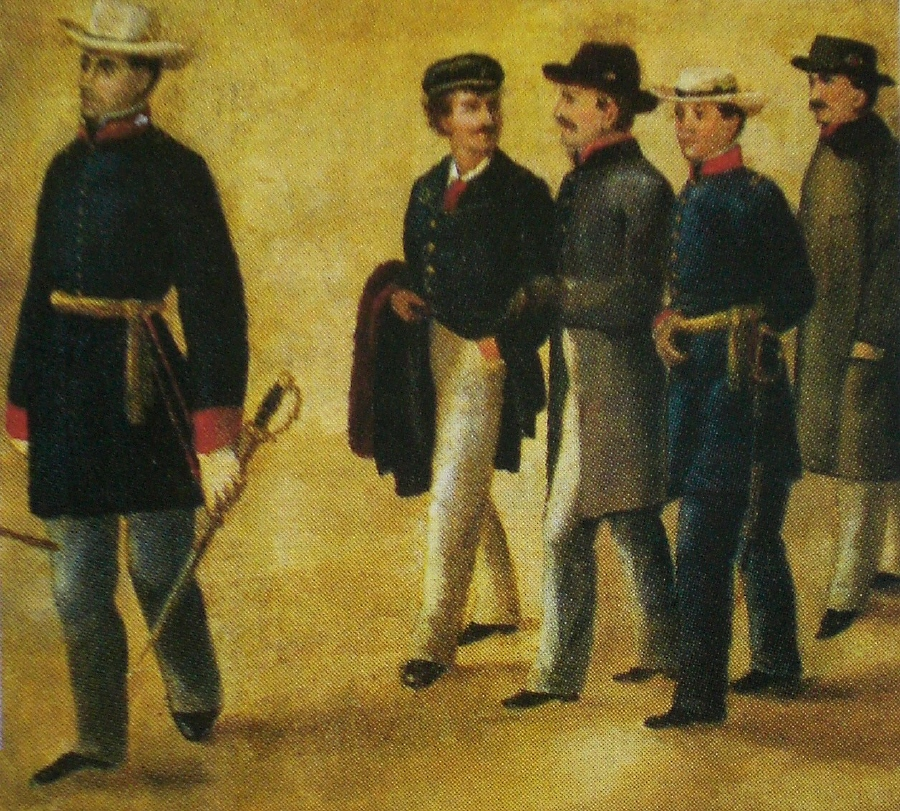
Карлос Сублетте, Педро Брісеньйо Мендес, Франсіско Антоніо Сеа, Грегор Макгрегор та Луїс Брійон в Окумарі де ла Коста де Оро

У травні 1815 року він виїхав до Вест-Індії, взявши участь в експедиції збройних сил Гаїті 1816 року до Венесуельських берегів (Expedición de los Cayos). 23 червня його було призначено на пост керівника Центрального штабу, а пізніше — виконуючим обов'язки начальника Генерального штабу, замінивши на цьому посту полковника Анрі Дюкодрей-Гольштейна. 31 грудня 1816 року він приєднався до армії Симона Болівара в Барселоні. 2 січня наступного року Болівар призначив Сублетте членом Ордена Визволення Венесуели. 9 січня він воював під Кларінесом, зазнавши поразки й поранення. У березні того ж року виступив з Боліваром на Гуаяну, що було частиною операції зі звільнення цієї провінції. На той час він був заступником начальника Генерального штабу, 3 жовтня виступивши з боку звинувачення на суді проти Мануеля Піара. 1819 року брав участь у битві при Бойака. 1 травня 1820 року Сублетте отримав звання дивізійного генерала. Того ж дня його було призначено тимчасовим віцепрезидентом Венесуели.
1822 року Сублетте став інтендантом департаменту Венесуела, а також відповідальним за ведення бойових дій у провінції Коро, де діяли роялісти під командуванням маршала Франсіско Томаса Моралеса. 20 липня у Мітаре він знищив більшу частину кавалерії роялістів. 7 вересня зазнав поразки від Моралеса у битві Dabajuro. 3 березня 1825 року, в результаті відставки генерала Педро Брісено Мендеса, Сублетте був призначений військовим міністром і міністров військово-морського флоту республіки Колумбія. У січні 1830 року після відокремлення Венесуели від Великої Колумбії зайняв аналогічний пост у рідній країні. У 1835 та 1836 роках займав пост Повноважного міністра й посланця до Англії та Іспанії, маючи важливу місію — визнання незалежності Венесуели.
1837 року Сублетте був обраний на пост віцепрезидента країни, а після відставки Варгаса зайняв пост Президента, на якому перебував до 28 січня 1839 року. 26 січня 1843 знову став президентом в результаті перемоги на виборах. 20 січня 1847 року Сублетте пішов з посади. 1848 року Карлос Сублетте виїхав на своє ранчо Chaguaramas. 24 січня 1848 року, коли було здійснено напад на Конгрес з боку Хосе Тадео Монагаса, Сублетте приєднався до Хосе Антоніо Паеса як начальник Генерального штабу проти уряду Монагаса, але, зазнавши поразки у битві Araguatos, емігрував до Нової Гранади й оселився у Санта-Марті. 1858 року він повернувся до Венесуели на запрошення президента Хуліана Кастро. 1860 року він став сенатором від провінції Каракас, а також державним секретарем в уряді Педро Гуаля. Після перемоги Федерації Сублетте відійшов від політики і повернувся до неї тільки перед самою своєю смертю, під час врядування Блакитної революції (Revolución Azul) на чолі з Хосе Руперто Монагасом між 1869 і 1870 роками.
Карлос Сублетте помер в Каракасі 11 лютого 1870 року та був похований 14 лютого на цвинтарі Hijos de Dios. 7 лютого 1970 року його рештки було перенесено до Національного пантеону.